# Thanomahia concaviceps
Thanomahia concaviceps är en insektsart som beskrevs av Dlabola 1987. Thanomahia concaviceps ingår i släktet Thanomahia och familjen dvärgstritar. Inga underarter finns listade i Catalogue of Life.